# Michif
Michif (Mitchif, Métchif, Metchif; deutsch: Mitschif, Metschif; Métis = Métchif/Métsif) ist eine Mischsprache, die heute noch von einem Teil der Métis – einem Volk, das in Kanada durch zahlreiche Verbindungen von französischen und schottischen Händlern mit Frauen der lokalen First Nations entstand – gesprochen wird. Ursprünglich bezeichnete Mitif einen Menschen gemischter Herkunft, die besondere Aussprache des Akadischen machte daraus Mitchif. Analog zum Michif entwickelte sich das Bungee aus Cree und Schottisch-Gälisch.
Im Rahmen der Volkszählung im Jahr 2021 rechneten sich in Kanada etwas mehr als 624.000 Menschen den Métis zu, während gleichzeitig 485 Kanadier angaben, Michif als Muttersprache zu sprechen, und 1.905 Kanadier angaben, über Kenntnisse in dieser Sprache zu verfügen. Laut Ethnologue wurde Michif um 2010 von rund 725 Menschen gesprochen, während es 1990 noch rund 990 und im Jahr 2001 noch 830 waren. Beim United States Census 2010 gaben 25 Menschen in den USA Michif als Muttersprache an. Die übrigen Sprecher leben in Kanada.
Von den meist älteren Michif-Sprechern leben rund 200 in Saskatchewan, 150 in Manitoba, 200 in North Dakota, weniger als 20 in Montana und einige wenige in Minnesota.
Im Michif ist das Nominalsystem (Substantive, Adjektive) fast rein Französisch, das Verbalsystem (Verben), die Demonstrativpronomen und Fragewörter entstammen fast ausschließlich dem Cree – einer Algonkin-Sprache. Von keiner anderen Sprache ist eine so grundsätzliche Trennung von Grammatik, die über die Mütter weitergegeben wurde, und Vokabular, das partiell von den Vätern kam, bekannt. Laut Bakker geht dies darauf zurück, dass Heranwachsende, die beide Sprachen als Muttersprache beherrschten, diese gemischt haben. Daher verfügt das Michif über zwei Klangsysteme und zwei Morphologien gleichzeitig.
Michif ist ein seltenes Phänomen und wird von Linguisten als das „Nonplusultra“ von Misch- oder Kontaktsprachen bezeichnet.

## Sprachbeispiel
| ki:ucıpıtam sa tεt la tɔrty – „Die Schildkröte zog ihren Kopf ein.“ |                                   |      |      |         |             |
| Michif:                                                             | ki:-ucıpıt-am                     | sa   | tεt  | la      | tɔrty       |
| Wörtlich:                                                           | PRÄT-ziehen-TRANS.INANIM.3.>4.Sg. | sein | Kopf | ART:Sg. | Schildkröte |

| æ be:bi la præses ki:aja:we:w – „Die Prinzessin hatte ein Kind.“ |         |       |         |            |                                |
| Michif:                                                            | æ      | be:bi | la      | præses    | ki:-aja:w-e:w                  |
| Wörtlich:                                                          | ART:Sg. | Baby  | ART:Sg. | Prinzessin | PRÄT-haben-TRANS.ANIM.3.>3.Sg. |

(aus Peter Bakker, Robert Papen: Michif: a Mixed Language based on Cree and French. In: Sarah G. Thomason (Hrsg.): Contact Languages: A Wider Perspective. (= Creole Language Library. 17). John Benjamins, Amsterdam 1997, ISBN 90-272-5239-4, S. 336)
Die dem Französischen entstammenden Wörter sind im ersten Satz sa tête und la tortue sowie un bébé und la princesse im zweiten. Zu den Markierungen am Verb vergl. den Artikel über Algonkin-Sprachen.